# Ladislav Sitenský
Ladislav Sitenský (7. srpna 1919 Královské Vinohrady – 14. listopadu 2009 Praha) byl český fotograf. Ve svých fotografických cyklech zachytil boje na západní frontě za druhé světové války, jichž se účastnil jako příslušník československé zahraniční armády. Dalšími stěžejními tématy jeho tvorby byla krajinářská fotografie a Praha. Byl držitelem vysokých vojenských vyznamenání a uměleckých ocenění. Vedle Ericha Auerbacha patřil k hlavním českým fotografům 2. světové války.

## Životopis
Ladislav Sitenský se narodil 7. srpna 1919 v Rubešově ulici č. 25 na Královských Vinohradech. Na obecnou školu chodil na Vinohradech na Smetanku nad Wilsonovo nádraží do jedné třídy s Radovanem Lukavským. V roce 1930 nastoupil na reálné gymnázium ve Slovenské ulici, kde hrával v divadelních představeních spolu s Václavem Voskou, který byl o třídu výše a který byl „až do svého konce můj přítel z nejvěrnějších“.
V roce 1933 mu otec koupil malý fotoaparát Baldax 4,5 x 6 cm. S ním fotografoval dva roky. Vystřídala ho zrcadlovka Voigtländer Superb 6 x 6 cm. V následujícím roce začal Ladislav Sitenský jako student publikovat fotografie v časopisech.
Od roku 1937 fotografoval s přístrojem Rolleiflex Automat 6 x 6 cm. Fotografoval pro časopis Ozvěny – obrazový týdeník vydávaný Národní politikou. Druhým obrázkovým týdeníkem, kam přispíval, byl Ahoj na neděli, který vydával Melantrich. Týdeník byl bohatě vybaven fotografiemi a kresbami. Postaven byl na krátkých povídkách a pohotových reportážích. Ilustrátory byli malíři Zdeněk Burian a Bohumil Konečný, kreslící pod jménem Bimba. Zde vyšla reportáž o pohřbu TGM (vyšla knižně v reprezentativním formátu a vydání o 60 let později – To kalné ráno… 1997). V červnu 1938 maturoval. Fotografoval reportáž z X. všesokolského sletu. Začal studovat architekturu na ČVUT.
15. března 1939 nafotografoval příjezd okupantů do Prahy. Během 48 hodin udělal 2000 zvětšenin. Vpád německé armády měl za následek předčasné ukončení jeho první výstavy fotografií, kterou měl od 1. března v budově architektury v Dejvicích.
Byl studentem architektury a současně navštěvoval kurz architektury na Francouzském institutu Ernesta Denise, který měl pro své studenty pět stipendijních míst ve Francii. S velkými obtížemi (byl zatčen gestapem, později propuštěn) odjel 15. srpna mezinárodním rychlíkem do Paříže. Odtud pokračoval do Quiberonu, kde se po dvou letech opět setkal se svou prázdninovou známostí Paulette Bosch, která se po mnoha letech stala jeho ženou. Po prázdninách se vrátil zpět do Paříže, kde nastoupil u architekta Perreta. Byla vyhlášena mobilizace a v září 1939 vypukla válka. Ve Vernonu se přihlásil do armády u generála Šnejdárka. V listopadu dostal povolávací rozkaz, odjel do francouzského Agde, kde dostal povolení k fotografování.
V roce 1940 byl přidělen k velitelské rotě. Na „marodce“ byl s Jiřím Muchou. V červnu byl přeložen k letectvu. Po obsazení Paříže Němci se připravoval k odjezdu z Francie. 7. července přistál s lodí Apapa v Liverpoolu, odjel na základnu RAF v Duxfordu, kde vznikala 312. stíhací peruť (5. září). Sitenský zde měl na starosti fotokulomety. Zde se poprvé setkal s prezidentem Benešem, což se opakovalo během dalších let ještě asi desetkrát.
V roce 1941 přišel k peruti rozkaz pro čtyři příslušníky k odletu na Bahamy do pilotní školy. Sitenský byl mezi nimi, ale jediný neodletěl – generál Janoušek si ho ponechal pro fotografickou službu. V roce 1942 přešel na inspektorát, kde měl na starosti archiv, druhým úkolem byly návštěvy československých perutí a jejich fotodokumentace.
V roce 1945 potkal režiséra Jiřího Weisse, který mu nabídl místo jeho asistenta při natáčení dokumentu o Československé obrněné brigádě obléhající přístav Dunkerque.
4. dubna 1945 se oženil s Paulette Bosch v katedrále v Lille. Do vlasti se vrátil na palubě osobní Dakoty Jeho Veličenstva Jiřího VI. s generálem Karlem Janouškem. Nastoupil do fotooddělení generálního štábu.
Koncem roku 1946 byl demobilizován a začal se věnovat profesionálně fotografii. Dva roky pracoval na živnostenský list, později se stal členem Svazu výtvarných umělců. Fotografoval propagační snímky pro ministerstvo obchodu a zdravotnictví a pro Čedok. Uveřejňoval snímky v leteckých časopisech (Rozlet aj.). Po určitých komplikacích přijela i jeho žena Paulette. Narodily se jim tři děti: 1946 Patricie (tlumočnice), 1949 Jiří (počítačový odborník), 1951 Daniel (fotograf).
Zemřel 14. listopadu 2009, pohřben je na hřbitově v Řevnicích.

## Ocenění
V dubnu roku 2004 udělila městská část Praha 2 Ladislavu Sitenskému čestné občanství.
V říjnu 2007 mu prezident Václav Klaus udělil medaili medaile Za zásluhy  II. stupeň (2007) o stát v oblasti kultury a umění.

## Vyznamenání
- Československý válečný kříž 1939
- Československá medaile Za chrabrost před nepřítelem
- Československá vojenská medaile za zásluhy, I. stupeň
- Pamětní medaile československé armády v zahraničí, se štítky Francie a Velká Británie
- Hvězda 1939–1945[3]
- Medaile Za obranu[4]
- Válečná medaile 1939–1945[5]
- Medaile Za zásluhy, II. stupeň

## Publikace
výběr
- 1947 Československý Junák (Praha, Náčelnictvo Československého Junáka)
- 1947 Co je to dominikán? – informační brožura o dominikánském řádu (Olomouc, Dominikánská edice Krystal)
- 1948 – první pokus o vydání knížky s názvem 312. peruť – vyšla právě v době vítězného února, proto byl celý náklad zlikvidován. Podařilo se dochovat jen několik málo výtisků.
- 1957 – publikace o vodácích Na řeku...! – předmluva a text pod obrázky napsal Jindřich Pokorný (Praha, Sportovní a turistické nakladatelství)
- 1963 – Putování na kole – publikace o poezii jižních Čech (Praha, Sportovní a turistické nakladatelství)
- 1971 – Praha stověžatá – úvod, uměleckohistorický katalog a titulky napsal Jaroslav Herout (Praha, Orbis)
- 1986 – Krajinou domova – první Sitenského vydaná barevná publikace. Úvodní slovo Miroslav Válek, medailón fotografa Karel Dvořák (Praha, Panorama)
- 1989 – Praha mého mládí – spolupráce Otakar Mohyla. (Praha, Olympia)
- 1991 – Z válečného deníku – fotografie z let 1937 – 1946 z Francie a Britských ostrovů. (Praha, Naše vojsko, ISBN 80-206-0247-X)
- 1993 – Stíhači – poslední kniha tištěná v Čechách hlubotiskem). (Praha, Naše vojsko, ISBN 80-85280-17-5)
- 1994 – Skalní města v Čechách – Ladislav Sitenský na knize pracoval přes 20 let. Slovem doprovází Zdeněk Kukal. (Praha, Dita, ISBN 80-901503-3-0)
- 1997 – Na nebi i v pekle – vzpomínková kniha Ivo Tondra – L. Sitenský spoluautorem. (Plzeň, Mustang, ISBN 80-7191-214-X)
- 1996 – Ladislav Sitenský – předmluvu napsal Zdeněk Kirschner. (Praha : Dita, 1997, ISBN 80-85926-99-7)
- 1997 – To kalné ráno – kniha věnovaná 60. výročí úmrtí Tomáše Garrigua Masaryka. Doprovodné slovo Karel Čapek a Jaroslav Seifert. Připravil Karel Novotný. (Praha, Dita, ISBN 80-85926-17-2)
- 2000 – Se skautským pozdravem – vzpomínky na Junáka s textem Františka Nepila. (Praha, Junák, ISBN 80-86109-44-5)
- 2000 – Bílé opojení – fotografie hor s texty Františka Janovského. (Litvínov, Agentura Victory, ISBN 80-903686-2-X)

## Výstavy
výběr
- 1941 – Fotografie – Londýn
- 1979 – Fotografie – Galerie bratří Čapků, Praha
- 1988 – Praha mého mládí – Muzeum hlavního města Prahy
- 1988 – Fotografie – Dům umění města Brna
- 1992 – Křídla svobody – Muzeum hlavního města Prahy
- 1999 – Fotografie – Pražský hrad, Císařská konírna, Praha
- 2000 – Fotografie – Velká synagoga, Plzeň
- 2001 – Válečné fotografie – Atrium Britské rady, Praha
- 2001 – Fotografie 1939 – 1945 – Galerie U Rytíře, Liberec
- 2002 – Študáci a kantoři – Obecní dům, Praha
- 2002 – Mraky – Britská rada, Praha
- 2003 – Praha mého mládí – Bratislava
- 2004 – Portréty osobností – Muzeum hlavního města Prahy
- 2004 – Praha ve třicátých letech – Berlín
- 2006 – Bílé opojení – Veselý výlet v Peci pod Sněžkou
- 2007 – Ladislav Sitenský v barvě – Galerie Mansarda v Praze
- 2009 – Hrdinové z Albionu, RAF a čs. letci v Anglii – kino Hvězda, Uherské Hradiště
- 2010 – Bitva o Británii – Galerie DESET, Praha
- 2010 – Fotograf nebeských jezdců v Letňanech — plocha letiště v pražských Letňanech
- 2011 – Nepublikované fotografie – stánek Czech Sport Aircraft na veletrhu AERO Friedrichshafen 2011
- 2012 – Lidé – Velká synagoga v Plzni
- 2019 – Sitenský 100 let – Novoměstská radnice Praha[7]
- 2025 - Ladislav Sitenský — Cesta ke svobodě, Národní technické muzeum, Praha, 7. květen - 5. říjen 2025[8]

## Zajímavost
Podle Ladislava Sitenského je pojmenována planetka číslo 5998, kterou objevil v září 1986 na Kleti český astronom Antonín Mrkos.
Život válečného fotografa Ladislava Sitenského inspiroval Jana Přesličku k písni Obyčejné fotky skupiny Epydemye.